# Bauhinia pottsii
Bauhinia pottsii är en ärtväxtart som beskrevs av George Don jr. Bauhinia pottsii ingår i släktet Bauhinia och familjen ärtväxter.

## Underarter
Arten delas in i följande underarter:
- B. p. decipiens
- B. p. mollissima
- B. p. pottsii
- B. p. subsessilis
- B. p. velutina